# Petri Varis
Petri Johannes Varis, född 13 maj 1969 i Varkaus, är en finländsk före detta ishockeyspelare.
Varis blev olympisk bronsmedaljör i ishockey vid vinterspelen 1994 i Lillehammer.